# Zhang Cheng
Zhang Cheng (张成; né le 26 décembre 1954) est un athlète chinois, spécialiste du saut à la perche.

## Biographie
Il remporte la médaille d'or du saut à la perche lors des championnats d'Asie 1983. C'est le père de Zhang Peimeng, sprinteur.

### Palmarès
| Date | Compétition         | Lieu      | Résultat | Épreuve          | Performance |
| ---- | ------------------- | --------- | -------- | ---------------- | ----------- |
| 1982 | Jeux asiatiques     | New Delhi | 3e       | Saut à la perche | 5,00 m      |
| 1983 | Championnats d'Asie | Koweït    | 1er      | Saut à la perche | 5,00 m      |

### Records
| Épreuve          | Performance | Lieu     | Date              |
| ---------------- | ----------- | -------- | ----------------- |
| Saut à la perche | 5,45 m      | Shanghai | 25 septembre 1983 |